# ラディスラフ・アダメッツ
ラディスラフ・アダメッツ（チェコ語: Ladislav Adamec, 1926年9月10日 - 2007年4月14日）はチェコスロバキア社会主義共和国の首相（1988年10月12日 - 1989年12月7日）。ビロード革命の際に政府側の窓口として民主化勢力と折衝を行い、非共産政権への平穏な政権移譲を果たした。

## 経歴
チェコ・モラヴィアのフレンシュタート・ポド・ラドホシュテェムの鉱山夫の家庭に生まれる。労働者として働いたあと、1946年にチェコスロバキア共産党に入党して党本部に勤務。1961年に高等政治学校を卒業しオストラヴァ県国民委員会（Krajský národní výbor）の副委員長に就任。1966年に党中央委員に選出された。
1968年のプラハの春の期間には、ソ連の軍事介入から改革派と距離を置き、「正常化」後の1971年に中央委員に復活。1987年からチェコ社会主義共和国の首相を務め、1988年10月にルボミール・シュトロウガル（Lubomír Štrougal）に代わってチェコスロバキアの連邦政府首相に就任した。
1989年11月のビロード革命時には連邦政府側の代表として、民主化勢力に強硬姿勢を示したグスターフ・フサークら党指導部の同意がないまま、反体制派学生やヴァーツラフ・ハヴェルが率いるチェコの民主化勢力「市民フォーラム」との会談に応じ、要求への理解を示した。民主化勢力が呼び掛けたゼネスト前日の11月26日には、プラハ・レトナー公園で開かれた市民フォーラム主催の民主化要求集会に共産党側の幹部として初めて出席し、群衆に対応した。
その後、「市民フォーラム」およびスロバキアの民主化勢力「暴力に反対する公衆」との間で円滑な体制転換についての折衝を続け、共産党の一党独裁放棄と複数政党制の導入を行うことで妥結。12月3日に大統領に就任したハヴェルは再度アダメッツを首相とする新閣僚を任命したが、20人の閣僚中15人が共産党員であることに市民フォーラムと暴力に反対する公衆の双方が反発したため、アダメッツは12月7日に首相を辞任した。
また同月には民主化で退陣した保守派に変わってチェコスロバキア共産党議長に就任し、党の体制をボヘミア・モラビア共産党とスロバキア共産党との共同運営に改めたほか、フサークを除名するなどの党改革を手がけて1990年に政界を引退。のち1996年のオストラヴァ県議会選挙に立候補したが落選した。